# Leucania farcata
Leucania farcata là một loài bướm đêm trong họ Noctuidae.